# Here Come the Co-Eds
Here Come the Co-Eds (1945) es una película del género de comedia, protagonizada por Bud Abbott y Lou Costello, fue dirigida por Jean Yarbrough.

## Argumento
Tres amigos, Oliver Quackenbush (Lou Costello), Molly McCarthy (Martha O'Driscoll), y su hermano Slats McCarthy (Bud Abbott) tienen un trabajo en el Salón Miramar como bailarines. Slats publica un artículo falso en el periódico local, con la ambición de Molly para recaudar fondos para asistir a Bixby Colegio. El decano de Bixby (Donald Cook) lee el artículo y le ofrece una beca. Ella está de acuerdo, pero solo si sus dos amigos pueden acompañarla, por lo que son contratados como vigilantes.

## Elenco
| Actor             | Rol                |
| ----------------- | ------------------ |
| Bud Abbott        | Slats McCarthy     |
| Lou Costello      | Oliver Quackenbush |
| Lon Chaney Jr.    | Johnson            |
| Peggy Ryan        | Patty Gayle        |
| June Vincent      | Diane Kirkland     |
| Martha O'Driscoll | Molly McCarthy     |
| Donald Cook       | Dean Larry Benson  |
| Charles Dingle    | Jonathan Kirkland  |
| Joe Kirk          | Dan Murphy         |
| Bill Stern        | Anunciador         |

## Enlace
- Oficial sitio web Abbott and Costello

- Datos: Q3763678